# 嶋村麟士朗
嶋村 麟士朗（しまむら りんしろう、2003年7月13日 - ）は、高知県高知市出身のプロ野球選手（捕手・育成選手）。右投左打。阪神タイガース所属。

## 経歴

### プロ入り前
高知市立潮江東小学校4年から潮江東スポーツ少年団で野球を始め、6年生から主に捕手としてプレーするようになる。高知市立潮江中学校では軟式野球部に所属。全国中学生都道府県対抗野球大会の高知県代表に選出され、後にチームメイトとなる森木大智とバッテリーを組んだ。
高知市立高知商業高等学校には捕手として入学したが、チームでは主に内野手と外野手を務めた。3年夏の高知県大会では4番としてプレーするも、準決勝で代木大和擁する明徳義塾高等学校に敗れた。

### 四国IL高知時代
高校卒業後は福井工業大学に進学したが、中退。2022年8月に四国アイランドリーグplusの高知ファイティングドッグスに入団した。初年度は公式戦に出場できない練習生のまま終わる。2年目の2023年は開幕時点で契約選手となり、同年からは強打の捕手としてスタメンに定着して、オフには捕手としてベストナインに選出された。翌年はさらに打撃成績を伸ばし、指名打者として2年連続となるベストナインに選ばれた。
2024年10月24日のプロ野球ドラフト会議で阪神タイガースから育成ドラフト2位指名を受けた。11月26日に支度金300万円、年俸300万円で仮契約を結んだ（金額はいずれも推定）。12月9日の新入団選手発表会で背番号は128となった。

## 詳細情報

### 独立リーグでの打撃成績
出典は四国アイランドリーグplusデータサイト。
| 年 度     | 球 団     | 試 合 | 打 席 | 打 数 | 得 点 | 安 打 | 二 塁 打 | 三 塁 打 | 本 塁 打 | 塁 打 | 打 点 | 盗 塁 | 盗 塁 死 | 犠 打 | 犠 飛 | 四 球 | 敬 遠 | 死 球 | 三 振 | 併 殺 打 | 打 率 | 出 塁 率 | 長 打 率 | O P S |
| --------- | --------- | ----- | ----- | ----- | ----- | ----- | -------- | -------- | -------- | ----- | ----- | ----- | -------- | ----- | ----- | ----- | ----- | ----- | ----- | -------- | ----- | -------- | -------- | ----- |
| 2023      | 高知      | 68    | 265   | 231   | 26    | 69    | 12       | 0        | 2        | 87    | 37    | 1     | 0        | 0     | 3     | 29    | -     | 2     | 19    | 6        | .299  | .377     | .377     | .754  |
| 2024      | 高知      | 61    | 241   | 203   | 22    | 71    | 5        | 0        | 5        | 91    | 41    | 5     | 0        | 0     | 3     | 34    | -     | 1     | 20    | 4        | .350  | .440     | .448     | .888  |
| 通算：2年 | 通算：2年 | 129   | 506   | 434   | 48    | 140   | 17       | 0        | 7        | 178   | 78    | 6     | 0        | 0     | 6     | 63    | -     | 3     | 39    | 10       | .323  | .407     | .410     | .817  |

- 2024年度シーズン終了時
- 各年度の太字はリーグ最高

### 背番号
- 53（2022年 - 2024年）
- 128（2025年[12] - ）